# 4-methylthioamfetamine

4-MTA

4-Methylthioamfetamine of 4-MTA is een designerdrug die in Nederland in de jaren 90 in smartshops te koop was en werd aangeprezen als een legaal alternatief voor XTC. Eind 1998 staakte de branche de verkoop van dit product en in 1999 werd het verboden.
Het middel was begin jaren 90 ontdekt en oorspronkelijk enkel bedoeld voor wetenschappelijk onderzoek naar de werking van de neurotransmitter serotonine, maar werd al snel aangewend als genotmiddel.

## Voetnoten
1. ↑  Huang X, Marona-Lewicka D, Nichols DE. p-methylthioamphetamine is a potent new non-neurotoxic serotonin-releasing agent. European Journal of Pharmacology. 1992 Dec 8;229(1):31-8. PMID 1473561